# Modest Mússorgski
Modest Mússorgski   (Karevo, 9 de març de 1839 (Julià) - Sant Petersburg, 16 de març de 1881 (Julià)), nom complet amb patronímic Modest Petróvitx Mússorgski, rus: Моде́ст Петро́вич Му́соргский), va ser un compositor rus, un del grup conegut com "Els Cinc". Va ser un innovador de la música russa en el període romàntic. Es va esforçar per aconseguir una identitat musical únicament russa, sovint desafiant deliberadament les convencions establertes de la música occidental.
Moltes de les seves obres es van inspirar en la història i el folklore rus i altres temes nacionals. Aquestes obres inclouen l'òpera Borís Godunov, el poema simfònic Una nit a la Muntanya Pelada i la suite per a piano Quadres d'una exposició. Durant molts anys, les obres de Mússorgski van ser conegudes principalment en versions revisades o completades per altres compositors. Moltes de les seves composicions més importants han assolit el seu propi reconeixement en les seves formes originals de manera pòstuma, i ara també estan disponibles algunes de les partitures originals.

## Biografia

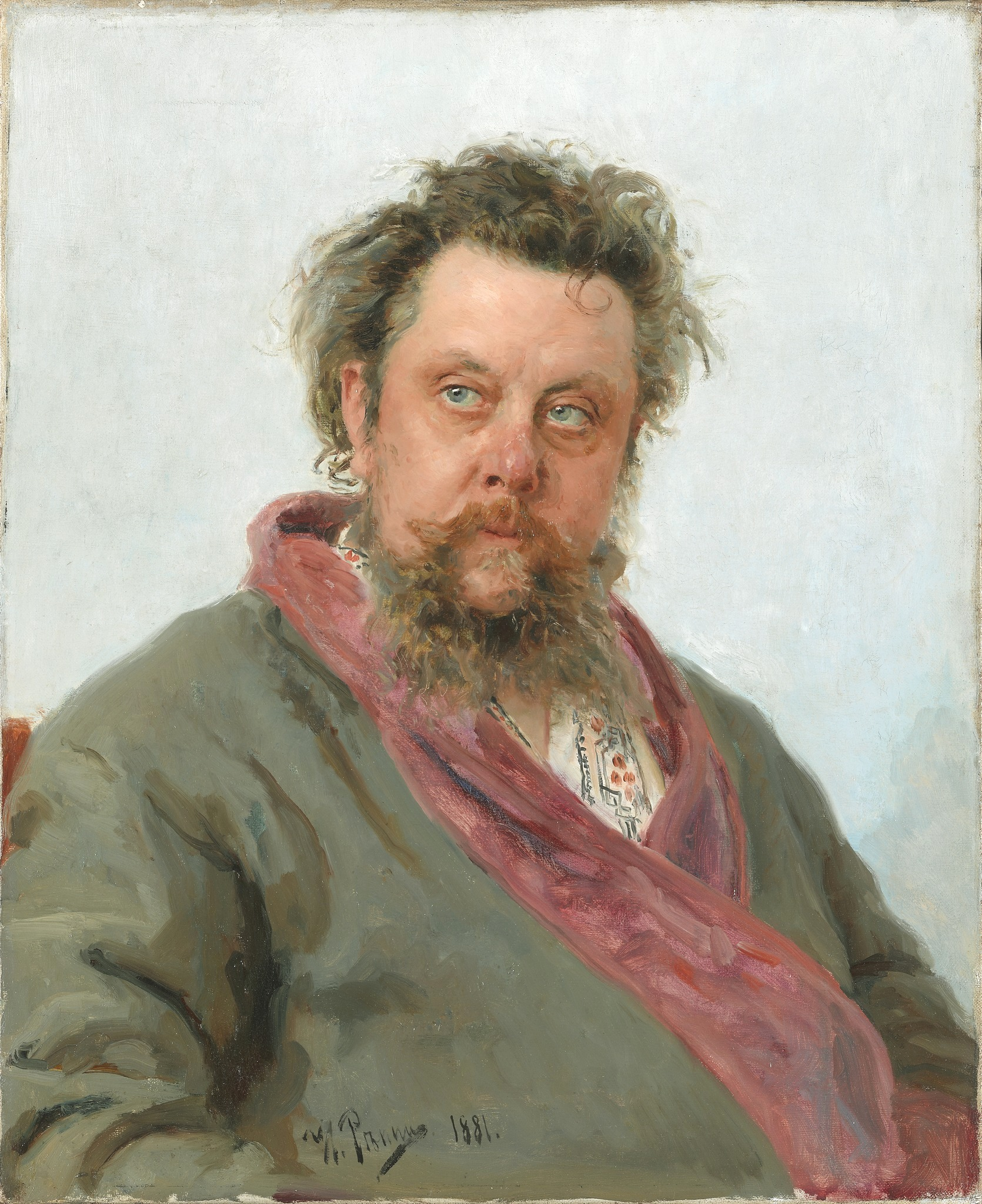
Retrat de Modest Mússorgski per Ilià Repin, fet només uns dies abans de la mort del compositor el 1881

### Infantesa
Va néixer a Karevo (Rússia) el 21 de març de 1839. Els primers deu anys de la vida de Mússorgski els va passar a la finca del seu pare, sota la cura protectora dels seus pares. Era fill d'un terratinent, gran amant de la música. Sa mare li va donar les primeres classes de piano. Va progressar tan ràpidament que als set anys ja tocava petites peces de Liszt i als nou interpretava un gran concert de John Field davant d'un nombrós auditori a casa seva.
Tenia una dida que el va endinsar en el coneixement del país amb contes populars russos.
Aquest món de màgia i fantasia, el va utilitzar posteriorment en les seves composicions. Als deu anys son pare el va matricular, juntament amb son germà Filaret, a l'Escola de Sant Pere i Sant Pau de Sant Petersburg amb la intenció que hi fessin la carrera militar.
La seva primera composició data de l'any 1852, el seu primer any d'estada a l'Escola de Cadets. Tenia només tretze anys i dedicà la peça als seus companys de l'escola militar. Es titulava Polka Porte-enseigne i era per a piano. Ja en aquesta primera composició s'observa l'originalitat que tindria la seva música.
Els pares de Mussorgski van planejar el trasllat a Sant Petersburg perquè ambdós fills renovessin la tradició familiar del servei militar. Amb aquesta finalitat, Mussorgsky va ingressar a l'escola de cadets de la guàrdia als 13 anys. S'havia sorgit una forta polèmica sobre les actituds educatives en l'època tant d'aquest institut com del seu director, un general Sutgof. Tots estaven d'acord que l'Escola de Cadets podria ser un lloc brutal, sobretot per als nous reclutes. Més revelador per a Mussorgski, probablement va ser on va començar el seu eventual camí cap a l'alcoholisme. Segons un antic estudiant, cantant i compositor Nikolai Kompaneisky, Sutgof "estava orgullós quan un cadet tornava del permís borratxo amb xampany".
No obstant això, la música continuava sent important per a ell. La filla de Sutgof també va ser alumne de Gerke, i Mussorgski va poder assistir a classes amb ella. Les seves habilitats com a pianista el van fer molt sol·licitat pels companys; per a ells tocaria danses intercalades amb les seves pròpies improvisacions. El 1856 Mússorgski –que havia desenvolupat un fort interès per la història i havia estudiat filosofia alemanya– es va graduar a l'Escola de Cadets. Seguint la tradició familiar va rebre una comissió amb el Regiment Preobrazhensky, el regiment més important de la Guàrdia Imperial Russa.

### Maduresa
Durant la tardor de l'any 1856 va conèixer casualment Aleksandr Borodín, que era químic però que acabà esdevenint un gran compositor. Molts anys més tard, Borodín va descriure com era Mússorgski, amb disset anys, quan el va conèixer: 
| « | Era encara un noi innocent, molt elegant, un tipus acabat de jove oficial. Duia l'uniforme sempre impecable. Els cabells perfectament pentinats. Les mans, unes mans de gran senyor, les portava sempre molt ben cuidades. Les maneres eren refinades i aristocràtiques. La seva educació i la seva cortesia eren notables. Parlava francès i li agradava tocar peces de Verdi. | » |

Sembla important remarcar aquesta descripció, perquè estem habituats a veure retrats de l'última etapa de la seva vida, en els quals es veu en un estat deplorable, que no concorden en absolut amb aquesta descripció. Diverses circumstàncies i la seva afecció cada vegada més gran a la beguda van malmetre aquest jove tan prometedor.
L'amistat amb Borodín el porta a conèixer altres joves interessats per la música amb qui més tard formaria el que es coneix com el Grup dels Cinc.
Aquests cinc músics foren:
- Alexander Borodín
- Mili Balàkirev
- César Cui
- Nikolai Rimski-Kórsakov
- Modest Mússorgski

De tots cinc, Mússorgski fou el més genial, el més naturalista. Utilitzà sovint una harmonia basada en les escales de la música folklòrica russa; alhora, però, i potser com a conseqüència, va ser el menys tècnic, i sovint va caldre que els seus companys l'ajudessin, sobretot a instrumentar.
El 5 de juliol de 1858, Mússorgski deixà l'exèrcit i es veié obligat a treballar com a administratiu, però el sou no li arriba per a viure i un grup d'amics li ofereix una renda mensual per tal que pugui acabar La fira de Sorótxintsi.
Als quaranta anys, amb una salut cada cop més deteriorada, l'autor comença una sèrie de gires com a acompanyant d'una gran cantant, Dària Leónova, que interpreta algunes de les seves obres amb gran èxit. El compositor accepta ser acompanyant i professor de piano a l'escola de música de Dària Leónova: aconseguí per primera vegada una feina ben remunerada i interessant per a ell.
A causa de l'alcoholisme la seva vida cau en un declivi imparable fins a la seva mort, a Sant Petersburg, en la més absoluta indigència. Malgrat totes les dificultats, però, no va deixar mai d'escriure música.

## Reputació

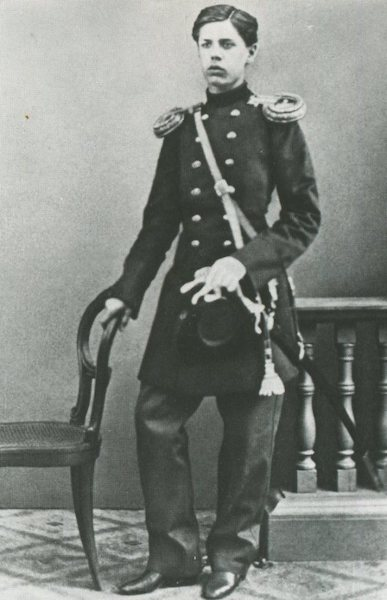
Mússorgski de cadet del regiment Preobrajenski de la guàrdia imperial

Les opinions contemporànies de Mussorgski com a compositor i persona variaven de positives a ambigües i negatives. Els eventuals partidaris de Mussorgski, Vladimir Stasov i Mily Balakirev, van registrar inicialment impressions molt negatives del compositor. Stasov va escriure a Balakirev, en una carta de 1863, "Les seves opinions poden coincidir amb les meves, però mai l'he sentit expressar una idea intel·ligent. Tot en ell és flàcid, avorrit. Ell és, em sembla, un idiota profund", i Balakirev va estar-hi d'acord: "Sí, Mussorgski és poc menys que un idiota".
Les impressions ambivalents les van reflectir Rimski-Korsakov i Tchaikovsky, col·legues de Mussorgski que, a diferència d'ell, es van guanyar la vida com a compositors. Tots dos van lloar el seu talent tot expressant la seva decepció amb la seva tècnica. Rimsky-Korsakov va escriure que les partitures de Mussorgsky incloïen "Harmonia absurda, desconnectada, lletja, de vegades amb una modulació sorprenentment il·lògica, de vegades faltes depriments, puntuació orquestrals infructuoses... cal editar-les per a poder-les representar, perquè puguin assolir objectius artístics pràctics, per familiaritzar -se amb el seu enorme talent, no per a l'estudi de la seva personalitat i transgressions artístiques".
Mentre preparava una edició de la Fira Sorochintsï, Anatoly Lyadov va remarcar: "És prou fàcil corregir les irregularitats de Mussorgski. L'únic problema és que quan es fa això, s'elimina el caràcter i l'originalitat de la música, i s'esvaeix la individualitat del compositor."
Txaikovski, en una carta a la seva representant Nadezhda von Meck, també va criticar Mussorgski: "Mussorgsky, amb molta raó l'anomeneu un cas desesperat. En talent, potser és superior a tots els altres membres del grup conegut com els cinc, però la seva naturalesa és estreta, desproveïda de qualsevol desig cap a l’autoconfecció, creient cegament en les teories ridícules del seu cercle i en el seu propi geni. A més, té una certa base de la seva naturalesa a la qual li agrada la gràcia, la desgavell, la rugositat. Ell fa malfabetisme, s’enorgulleix de la seva ignorància, es molesta de totes maneres, creient cegament en la infal·libilitat del seu geni. Tot i així, té flaixos de talent que, a més, no són desproveïts d’originalitat".
Les percepcions occidentals de Mussorgski van canviar amb l'estrena europea de Boris Godunov el 1908. Abans de l'estrena, era considerat un excèntric a Occident. El crític Edward Dannreuther, va escriure, a l'edició de 1905 de The Oxford History of Music, "Mussorgsky, en els seus esforços vocals, sembla voluntàriament excèntric. El seu estil impressiona l'oïda occidental com quelcom bàrbarament lleig". No obstant això, després de l'estrena, les opinions sobre la música de Mussorgski van canviar dràsticament. Gerald Abraham, musicòleg i autoritat sobre Mussorgski: "Com a traductor musical de paraules i de tot el que es pot expressar amb paraules, d'estats psicològics i fins i tot de moviment físic, és insuperable; com a músic absolut, estava irremeiablement limitat, amb una capacitat notablement escassa per construir música pura o fins i tot una textura purament musical".

## En la cultura popular
El poema tonal de Mussorgski Nit a la muntanya pelada es va utilitzar a la pel·lícula d'animació Fantasia de 1940, acompanyat d'una animació de Chernobog invocant esperits malignes en una muntanya. Continua amb l'Avemaria de Franz Schubert.
El grup de rock progressiu Emerson, Lake & Palmer va interpretar i gravar un arranjament de Pictures at an Exhibition el 1971, amb lletra de Greg Lake, i el va publicar com un àlbum en directe amb el mateix nom.
Els primers 20 segons de la cançó de Michael Jackson de 1995 "HISTory" es basen en una versió orquestrada de "The Bogatyr Gates (In the Capital in Kiev)" fragment de The Pictures at an Exhibition.
La pel·lícula Eurovisió 2020: The Story of Fire Saga, protagonitzada per Dan Stevens com a Alexander Lemtov, un cantant extravagant que representa Rússia, va tenir un desenvolupament del personatge rus no típic com una referència cultural òbvia a Modest Mussorgsky, també conegut a nivell nacional per encoratjar la cantant d'òpera Daria Lenova a compondre la cançó clàssica "Letter After the Ball".

## Obra
La seva obra mestra és l'òpera Borís Godunov (1868), basada en el drama de l'escriptor rus Aleksandr Puixkin.
Altres obres seves que cal destacar són:
- La fira de Sorótxintsi
- Una nit a la Muntanya Pelada (1867)
- El matrimoni (1868)
- Quadres d'una exposició (1874)
- Cants i danses de la mort (1877)
- Khovànxtxina

Té un ampli repertori de cançons qualificades de genials, agrupades en cicles:
- L'habitació dels nens (1868-1870); text del mateix Mússorgski.
- Sense sol (1874); text de Kutusov, un nebot seu.
- Cançó de la puça; text del Faust de Goethe (va ser l'última que va compondre).